# T13 (Standardisierungsgremium)
T13 ist ein Standardisierungsgremium der INCITS und publiziert regelmäßig Laufwerkstandards auf seiner Website.
Der bekannteste Standard ist ATA/ATAPI, welches die Software-Kommunikation zwischen dem System und dem Laufwerk definiert. Die letzte Version ist ATA/ATAPI-7, und im Moment (Mai 2007) wird die nächste Version ATA/ATAPI-8 noch bearbeitet, obwohl sich bereits einige Laufwerke als ATA/ATAPI-8-Standard ausgeben. Weiter wichtig ist der Standard „BIOS Enhanced Disk Drive Services“, welches wichtige BIOS-Funktionen zum Verwenden von Laufwerken beschreibt.
Das ATA-Protokoll kommt bei allen Laufwerken zum Einsatz, die über die IDE-Schnittstelle angeschlossen werden.

Bei CD- und DVD-Laufwerken wird die Erweiterung „Packet Interface“ (PI) verwendet, die an dem SCSI-Protokoll angelehnt wird, aber selbst nicht von T13, sondern von T10 spezifiziert wird.
T13 hieß früher X3T10, in sehr alten (nicht mehr auf der Website veröffentlichten) Standards ist es noch als X3T10 zu finden. Das hat den Ursprung, dass T13 und T10 früher zusammen gehörten, und dann eine Arbeitsaufteilung und Differenzierung des ATA- und ATAPI-Standards stattfand.